# Сала Монферато
Са̀ла Монфера̀то (на италиански: Sala Monferrato; на пиемонтски: la Sala, ла Сала) е село и община в Северна Италия, провинция Алесандрия, регион Пиемонт. Разположено е на 264 m надморска височина. Населението на общината е 386 души (към 2010 г.).